# Ellis Coleman

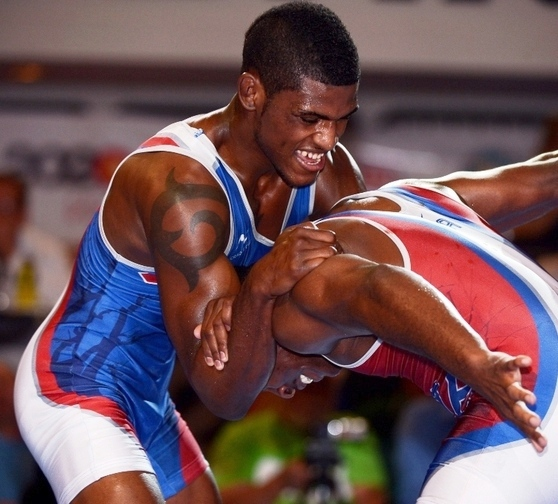
Ellis Coleman, 2013

Ellis Coleman (* 16. August 1991 in Chicago, Illinois) ist ein US-amerikanischer Ringer im griechisch-römischen Stil im Federgewicht. Er gewann 2012 die Olympiatrials der Vereinigten Staaten und qualifizierte sich dadurch für die Olympischen Sommerspiele 2012 in London. Wegen eines Ringergriffs, der ihn berühmt gemacht hat, wird er auch Flying Squirrel genannt.

## Leben
Ellis wurde von seiner Mutter, Yolanda Barral, großgezogen. Er wuchs zusammen mit seinem älteren Bruder, Lillashawn Coleman und seiner Schwester zuerst im Humboldt Park, später dann in der West Side und schließlich im Oak Park, alles Stadtbezirke Chicagos, auf.
Sein biologischer Vater, Lewellis Coleman, hatte unter anderem Drogenprobleme und verbrachte Ellis’ gesamtes Leben im Gefängnis. Auch sein Stiefvater, Mose Oliver, der Ellis zum Ringen ermutigt hatte, wurde später wegen Gangmitgliedschaft verurteilt.
Colemans Mutter versuchte alle Einflüsse der Gangs aus Chicagos Problembezirken von ihren Kindern fernzuhalten. Trotzdem war Ellis’ Kindheit geprägt von Schusswechseln vor seiner Grundschule, Kämpfen der Gangs sowie einem Wohnungsbrand, der das gesamte Hab und Gut der Familie zerstörte.
2007 wäre Ellis beinahe von seiner Schule geflogen. Erst Mike Powell, sein ehemaliger High School Trainer, der für Coleman eine Art Vaterersatz war und bis heute ein enger Freund ist, brachte ihn damals auf die richtige Bahn.
Im Jahr 2009 machte Ellis seinen Abschluss an der Oak Park-River Forest High School und begann dann an der Northern Michigan University zu studieren.

## Werdegang
In seinem Abschlussjahr 2009, beendete Coleman seine Saison in der Illinois High School Association Class 3A auf Rang drei mit einem Rekord von 49 Siegen zu einer Niederlage. Nach der Niederlage gegen Maximilian Schneider von der Lane Technical College Prep High School, musste Ellis von Notärzten behandelt werden, da seine Herzfrequenz 225 Schläge pro Minute erreichte.
2011 gewann er bei den Junioren-Ringer-Weltmeisterschaften in Bukarest die Bronzemedaille im griechisch-römischen Stil im Leichtgewicht. Während des Kampfs gegen den Iraner Mehdi Zidvand benutze Ellis eine Griff, den er „Flying Squirrel“ nannte und zusammen mit seinem Bruder beim Training entwickelt hatte.
Durch ein auf Youtube veröffentlichtes Video von diesem Kampf wurde Coleman berühmt und landete mit seinem Trick auf Rang 3 bei den „ESPN 2011 Best of the Best Highlights“.
Im Jahr 2012 besiegte Coleman im Finale der Olympiatrials der Vereinigten Staaten Joe Betterman und qualifizierte sich dadurch als jüngstes Mitglied des US-Ringerteams für die Olympischen Sommerspiele 2012 in London.
Ellis Coleman verlor bei den Olympischen Spielen in London in der ersten Runde gegen den Bulgaren Ivo Angelov 0:1, 1:7.